# Pfarrkirche Maiersdorf

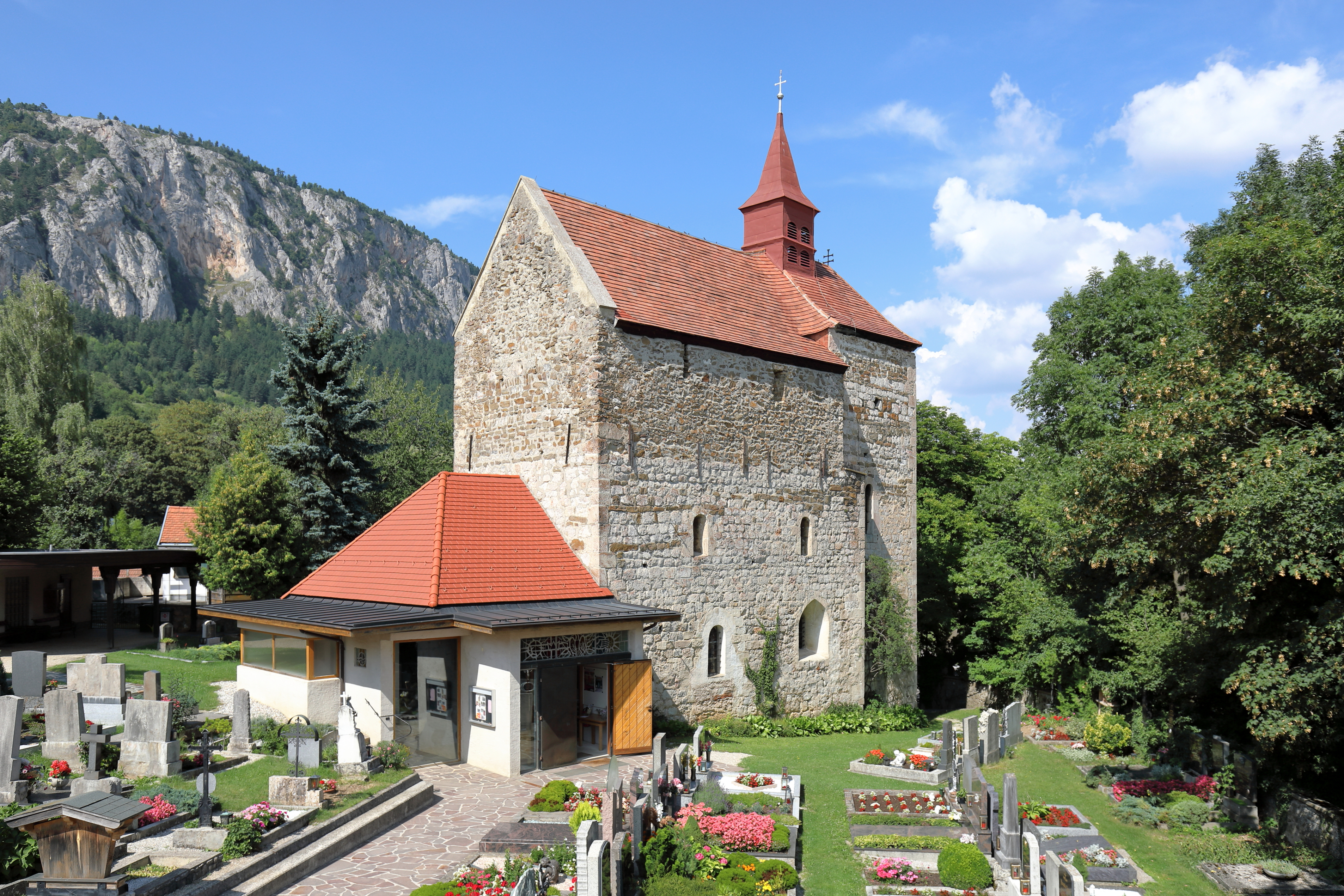
Kath. Pfarrkirche hl. Johannes d. T. in Maiersdorf

Die römisch-katholische Pfarrkirche Maiersdorf steht im Ort Maiersdorf in der Gemeinde Hohe Wand in Niederösterreich. Die Pfarrkirche hl. Johannes der Täufer – dem Stift Heiligenkreuz inkorporiert – gehört seit 1. September 2016 zum Dekanat Neunkirchen im Vikariat Unter dem Wienerwald der Erzdiözese Wien. Davor war sie Teil des Dekanats Wiener Neustadt. Die ehemalige Wehrkirche steht unter Denkmalschutz.

## Geschichte

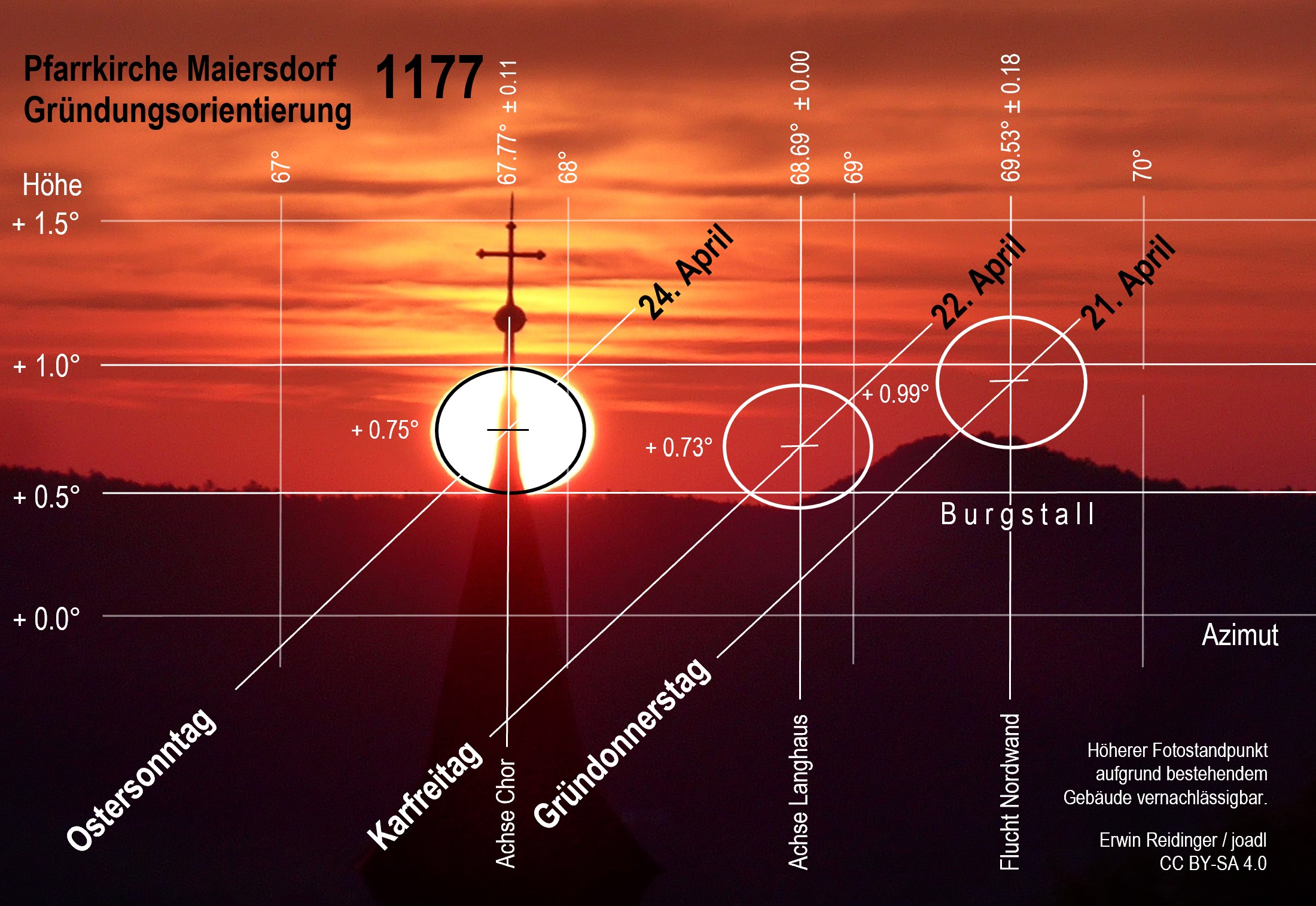
Sonnenstände der Gründungsdatierung 1166

Nach den astronomischen Untersuchungen von Erwin Reidinger wurde der Chor der Kirche am Ostersonntag, dem 24. April 1166 (Datum julianisch), nach der aufgehenden Sonne orientiert. Der romanische Kirchenbau aus dem 12. Jahrhundert wurde später mit einem gotischen Wehrobergeschoß aufgestockt. Die Kirche wird 1379 als Filialkirche von Muthmannsdorf (St. Peter im Moos) genannt. Das Dorf war gemeinsam mit Muthmannsdorf seit dem 13. Jahrhundert im Besitz des Stiftes Rein, das sie später an das Chorherrenstift Seckau verkaufte. Maiersdorf ging 1662 gemeinsam mit Muthmannsdorf von Stift Seckau in den Besitz des Neuklosters in Wiener Neustadt; 1783 wurde es aus dem Muthmannsdorfer Sprengel herausgeschnitten und zur selbständigen Pfarre erhoben. Seit 1881, als das Neukloster mit Stift Heiligenkreuz vereinigt wurde, wird die Pfarre von Patres aus dem Wienerwald-Kloster betreut.
1964 wurde im Zuge einer Erweiterung eine bemerkenswerte hölzerne Seitenempore, vermutlich der Rest eines ehemaligen Wehrganges, entfernt. 1997 wurde eine Innenrestaurierung mit Grabungen durchgeführt.

## Architektur
Die weithin sichtbare Wehrkirche steht auf einer vorgelagerten Felsterrasse vor dem Bergrücken Hohe Wand.
Der mächtige zweigeschoßige romanische Chorturm – bedingt durch das gleich hohe zweigeschoßige Langhaus abgeschwächt – hat südseitig einen Hocheinstieg und trägt ein kleines dachreiterartiges Glockentürmchen.
Das hohe zweigeschoßige Langhaus zeigt ein qualitätvolles romanisches Mauerwerk mit Quaderschichten und eine Fundamentstufe mit Steinlagen aus Pietra-Rasa-Mauerwerk mit Kellenstrich. Die Fassade hat hoch liegende romanische Rundbogenfenster, ein Spitzbogenfenster aus dem 14. Jahrhundert, und ein barockes Fenster im unteren Bereich. Das Obergeschoß ist ein gotischer Wehraufbau aus lagerhaftem Mauerwerk mit Fischgrätkompartimenten aus dem 14. Jahrhundert. Unter der Traufe sind schlitzartige Schießschartenfenster. Die Nordmauer ist fensterlos. Um 1680 wurde anstelle der Holzdecke ein zweijochiges Kreuztonnengewölbe eingezogen.
Westseitig ist ein niedriger Anbau einer Langhauserweiterung mit einer Vorhalle unter einem Walmdach und nordseitig ein Sakristeianbau, beide aus 1964.

## Ausstattung

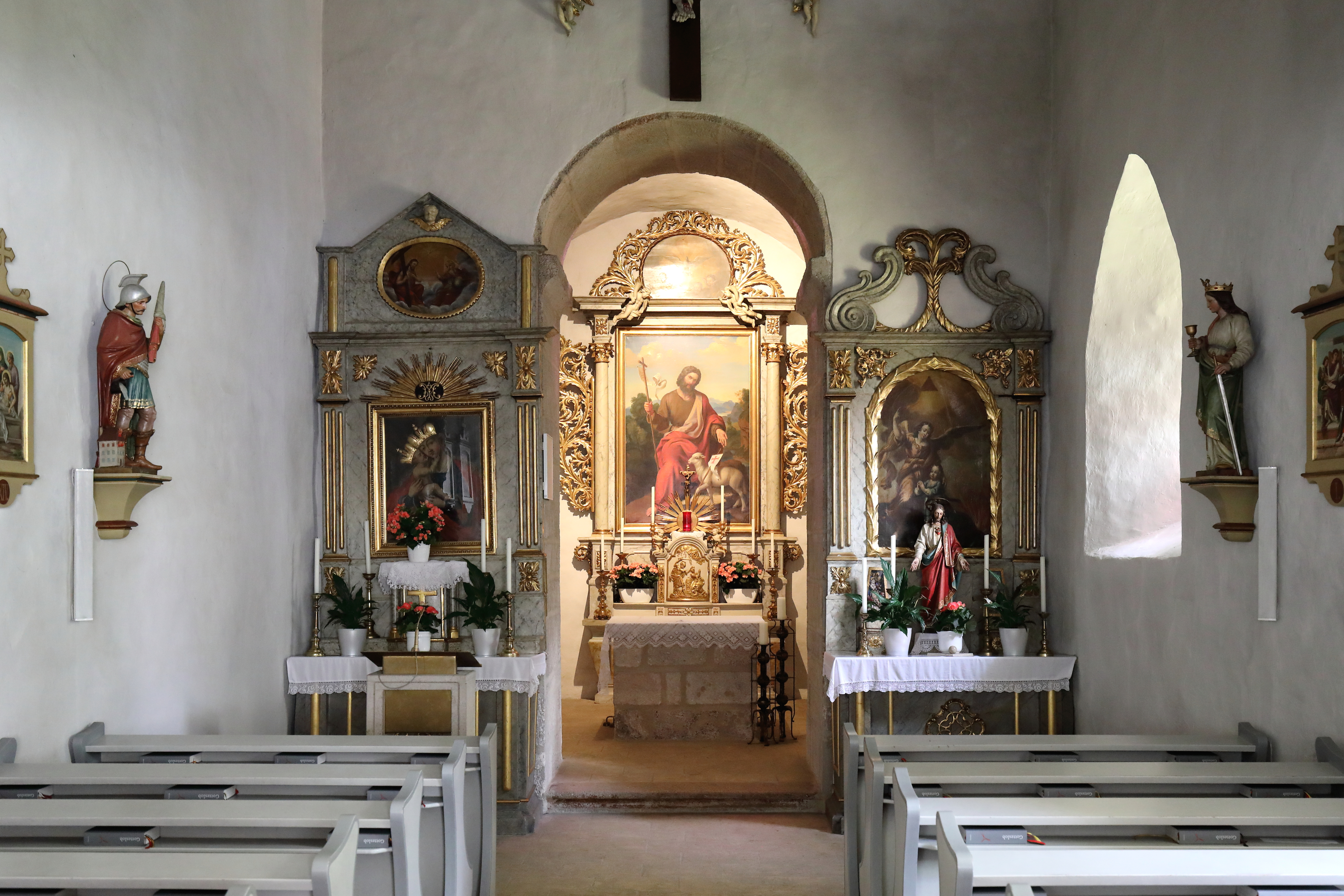
Innenansicht in Richtung Hochaltar

Eine aus Quadern gemauerte gotische Steinmensa mit einem Reliquienfach wurde 1997 abgetragen und weiter westlich in veränderten Dimensionen wieder aufgebaut. Dahinter steht der barocke Hochaltar als hochbarockes Rahmenretabel aus dem Anfang des 18. Jahrhunderts. Das Hochaltarblatt Johannes der Täufer malte Franz Josef Dobiaschofsky (1848). Das Oberbild, den Heiligen Geist darstellend, stammt aus der ersten Hälfte des 18. Jahrhunderts.
Die Sakramentsnische im Presbyterium ist von einer Wandmalerei von ca. 1430 umrahmt, die Christus als Schmerzensmann mit den Leidenswerkzeugen von Engeln flankiert zeigt.
Die Orgel aus 1882 mit 6 Registern stammt von Adalbert Kanitsch/Wiener Neustadt.